# Pieve di Sant'Eleuterio
La pieve di Sant'Eleuterio è un edificio sacro di Castel Focognano che si trova in località Salutio.

## Storia e descrizione
La chiesa, forse di fondazione prelongobarda, ma documentata dal 1027, fu ricostruita tra l'XI e il XIII secolo, conserva un impianto romanico a navata unica. 
All'esterno, la facciata, preceduta da una breve scalinata, è semplicemente intonacata. Il portale è sormontato da una finestra rettangolare.
L'aula interna conserva parte del paramento murario romanico ed è coperta da capriate lignee. La chiesa è ricca di opere d'arte: l'opera più antica è un frammento di ciborio affine a quello che si trova nella Chiesa di Carda ed anch'esso risalente alla prima metà del IX secolo, raffigurante, come l'altro, due pavoni che bevono al calice della vita. Sugli altari laterali si trovano due tele dell'inizio del Seicento: cominciando dalla parete destra, quella raffigurante la Circoncisione di Tommaso Gorini, pittore fiorentino ma influenzato dall'ambiente pisano di Paolo Guidotti è datata, secondo documentazione, al 1644.  Segue un dipinto raffigurante la Santissima Trinità del montevarchino Michelangelo Vestrucci che lo eseguì nel 1618, seguito da un affresco con l'Annunciazione con i Santi Pietro e Paolo, e sopra una lunetta con San Francesco che riceve le Stimmate, scoperto nel 1995, attribuito a Mariotto di Cristofano e databile tra 142 e 1430 circa, che era in origine sormontato dall'edicola gotica oggi nel fondo del presbiterio. 
Dietro l'altare maggiore, nella parete di fondo del coro, al centro, è l'edicola tardo gotica quattrocentesca, caratterizzata da un arco acuto decorato da archetti trilobi. Essa fu spostata dalla navata nel 1844, dall'allora pievano Giovan Battista Porcellotti, che la fece rimontare in questa posizione, affiancandole, per ragioni di simmetria, due edicole più piccole anch'esse archiacute.
Nella navata sinistra si trova una tela con l'Annunciazione da attribuirsi senza dubbio a Simone Pignoni. All'altare laterale è invece una Vergine del Rosario, di chiara matrice fiorentina, opera di Michelangelo Vestrucci del 1619. Verso l'ingresso è un'altra interessante tela con le Stimmate di San Francesco di Bernardino Santini, commissionata nel 1639 dal Pievano Tero Teri all'artista aretino assieme ad un Sant'Eleuterio, oggi perduto, dipinti che in origine affiancavano la Trinità del Vestrucci.